# Horama pennipes
Horama pennipes là một loài bướm đêm thuộc phân họ Arctiinae, họ Erebidae.